# Lara (ao vivo)
Lara (ao vivo) trata-se de videoclipe e single do guitarrista brasileiro Tony Babalu. A música, que integra o EP No Quarto de Som... (Amellis Records/Tratore 2021), foi apresentada em versão ao vivo no YouTube oficial do artista, e como áudio nas plataformas de streaming, em 24 de julho de 2023.

## Gravação
A gravação foi realizada em 10 de dezembro de 2022 no Centro Cultural São Paulo, palco icônico da capital paulista, e contou com Adriano Augusto nos teclados, Leandro Gusman no baixo, e Carlos Contreras na bateria.

## Concepção
Dedicada a todos que viveram a dor de perder um animal de estimação, a composição apresenta uma das principais características de Tony Babalu: o apreço a melodias e à guitarra como contadora de histórias.

## Ficha técnica
- Tony Babalu: composição e guitarra
- Adriano Augusto: teclados
- Leandro Gusman: contrabaixo
- Carlos Contreras: bateria
- Matheus Barros: sonorização
- Vanderlei Conte: iluminação
- Ricardo Lima: assistente de palco
- Marcos Kishi, Nicholas Abdo, Thabata Sorgiacomo: câmeras
- Karen Holtz: câmera e edição de vídeo
- Beto Carezzato e Marcelo Carezzato (Carbonos Studio): mixagem e masterização